# American College of Rheumatology
Pour les articles homonymes, voir ACR.
L’American College of Rheumatology (ACR, que l'on peut traduire par « Collège américain de rhumatologie ») est un organisme médical américain à but non lucratif impliqué dans la prise en charge des personnes atteintes de pathologies rhumatismales et la rhumatologie en général. Fondé en 1934, l'organisme promeut la formation et la recherche avec l'organisation de congrès, la publication de deux revues scientifiques, Arthritis & Rheumatology (« Arthrite et rhumatologie ») et Arthritis Care & Research (« Soin et recherche sur l'arthrite »), et le développement de recommandations.